# 팝툰 신인만화공모전
팝툰 신인만화공모전은 (주)씨네21이 2007년 만화잡지 〈팝툰〉 창간과 동시에 시행하는 신인들을 위한 창작만화 공모전이다. 2008년 9월까지 총 3번의 공모전을 시행하였다.

## 역대 수상자 및 수상작품
| 수상년         | 부문   | 상의 종류   | 수상자      | 수상작품명              | 비고                               |
| -------------- | ------ | ----------- | ----------- | ----------------------- | ---------------------------------- |
| 제1회 (2007년) | 만화   | 우수작      | 이광열      | <ALIVE>                 | <팝툰> 14호(2007년 9월 15일) 게재  |
| 제1회 (2007년) | 만화   | 우수작      | 이지현      | <마누라, 호러퀸>        | <팝툰> 15호(2007년 10월 1일) 게재  |
| 제1회 (2007년) | 만화   | 우수작      | 정필원      | <나와 함께>             | <팝툰> 16호(2007년 10월 15일) 게재 |
| 제1회 (2007년) | 스토리 | 수상작 없음 | 수상작 없음 | 수상작 없음             | 수상작 없음                        |
| 제2회 (2008년) | 만화   | 우수작      | 장어진      | <오룡예대로 오세요>     | <팝툰> 25호(2008년 3월 1일) 게재   |
| 제2회 (2008년) | 만화   | 가작        | 김도연      | <부드러운 인생>         | <팝툰> 25호(2008년 3월 1일) 게재   |
| 제2회 (2008년) | 스토리 | 수상작 없음 | 수상작 없음 | 수상작 없음             | 수상작 없음                        |
| 제3회 (2008년) | 만화   | 가작        | 정서        | <립스틱 감별사>         | <팝툰> 38호(2008년 9월 15일) 게재  |
| 제3회 (2008년) | 만화   | 가작        | 주영은      | <동산빌라 사람들>       | <팝툰> 38호(2008년 9월 15일) 게재  |
| 제3회 (2008년) | 만화   | 가작        | 이경희      | <If I could meet again> | <팝툰> 39호(2008년 10월 1일) 게재  |
| 제3회 (2008년) | 만화   | 가작        | 이원후      | <꽃을 피운 새싹>        | <팝툰> 40호(2008년 10월 15일) 게재 |
| 제3회 (2008년) | 스토리 | 수상작 없음 | 수상작 없음 | 수상작 없음             | 수상작 없음                        |

## 역대 심사위원
- 제 1회

이두호 (만화가), 이명석 (문화평론가)
- 제 2회

김진태 (만화가), 이성강 (애니메이션 감독), 박종길 (다음커뮤니케이션 엔터테인먼트 팀장)
- 제 3회

김진태 (만화가), 윤태호 (만화가), 이명석 (문화평론가)

## 같이 보기
- 팝툰